# 醒睡笑
『醒睡笑』（せいすいしょう）は庶民の間に広く流行した話を集めた笑話集。著者は茶人や文人としても知られる京（京都）の僧侶、安楽庵策伝。写本8巻8冊、1039話の話を収録している。「眠りを覚まして笑う」の意味で『醒睡笑』と命名された。1623年（元和9年）成立。板倉重宗へ献呈された後、転写されて流布した。『醒酔笑』と記す資料もあるが正当ではない。

## 概説
策伝の自序では、「策伝それがし小僧の時より、耳にふれておもしろくをかしかりつる事を、反故の端にとめ置きたり」と話を収集した過程を述べている。収録されている話の中には、『無名抄』『宇治拾遺物語』に由来するものがあり、同時代に発行された『戯言養気集』と『昨日は今日の物語』と共通するものもある。それらは、策伝が直接引用したのか、巷間に伝わっていたものを採用したものか不明である。
元和元年(1615年)の頃、策伝が板倉重宗の前で話した話が面白く、著書として纏めるように薦められたことから『醒睡笑』が著されたという。策伝が完成した『醒睡笑』を重宗の元に届けた折り（1628年：寛永5年3月17日）、重宗と同席した子・重郷（板倉侍従）に献呈された（実際には重宗への献呈）。この経緯は、重宗による奥書に記されている。

## 影響
『醒睡笑』は、後の咄本（はなしぼん）や落語に影響を与え、寄席落語の元ネタとして参照された。例えば、初代露の五郎兵衛による『軽口露がはなし』（1691年、元禄4年）に記載された88話中、28話が『醒睡笑』に由来する噺である。関根黙庵の『江戸の落語』（1905年）以降、策伝は落語の祖と位置づけられている。現代でも『醒睡笑』に由来する子ほめをはじめ複数の落とし噺が演じられる。また、小辺路・大辺路の名前の歴史や瀬田の唐橋に関する格言『急がば回れ』の由来などについて、現代では歴史的な資料としても利用されている。

## 原典の構成
巻の一
- 謂えば謂われる物の由来（よくも謂えたものだというこじつけばなし）
- 落書（風刺を含んだ匿名の投書）
- ふわとのる（「ふわっ」と乗る：煽てに乗ること）
- 鈍副子（どんふうす：鈍物の副司。つまり血の巡りの悪い禅寺の会計係）
- 無知の僧（お経もろくに読めない坊主のはなし）
- 祝い過ぎるも異なること（縁起の担ぎすぎの失敗談）

巻の二
- 名付親方（変な名前をつける名付親）
- 貴人の行跡（身分の高い人の笑いのエピソード）
- 空（愚か者の笑い）
- 吝太郎（けちんぼの笑い）
- 賢だて（利巧ぶる人の間抜け話）

巻の三
- 文字知り顔（知ったかぶりの間抜けさ）
- 不文字（文盲なのにそれを気が付かないふりをする。おかしさ）
- 文のしなじな（機知にとんだ手紙の数々）
- 自堕落（ふしだら者の犯す失敗談）
- 清僧（女性と交わる罪を犯さない坊主の話）

巻の四
- 聞こえた批判（頓智裁判）
- いやな批判（不合理な裁判）
- そでない合点（見当はずれ・早合点）
- 唯あり（味のある話）

巻の五
- きしゃごころ（やさしい風流ごころ）
- 上戸（酒飲みの珍談・奇談・失敗談）
- 人はそだち（育ちの悪さから来る失敗談。「氏より育ち」の逆）

巻の六
- 稚児のうわさ（稚児から聞いた内緒ばなし）
- 若道知らず（男色のおかしさ）
- 恋の道（夫婦間の笑い）
- 吝気（やきもちばなし）
- 詮無い秘密（くだらない秘密）
- 推は違うた（推理がはずれてがっかりした話）
- うそつき（ほら話）

巻の七
- 思いの色をほかにいう（心に思っていることは態度に出てしまうという笑い話）
- 言い損ないはなおらぬ（失言を何とか取り繕うとするおかしさ）
- 似合うたのぞみ（たかのぞみは失敗するという話）
- 廃忘（失敗するとあわてるという話、蒙昧すること）
- うたい（謡曲の文句に題材をとった笑い話）
- 舞（舞の台本を聞きかじった無知な人の話）

巻の八
- 頓作（即席頓智話）
- 平家（平家物語を詠う琵琶法師にまつわる滑稽談）
- かすり（語呂合わせや駄洒落）
- 秀句（秀でた詩文をもとにした言葉遊び）
- 茶の湯（茶道の心得が無いために起こすしくじり話）
- 祝い済まいた（めでたし、めでたしで終わる話）

## 主な校訂文献
- 安楽庵策伝『醒睡笑 戦国の笑話』鈴木棠三訳（平凡社〈東洋文庫〉、1964年）、ワイド版2004年
- 『醒睡笑（上下）』鈴木棠三校注（岩波書店〈岩波文庫〉、1986年）
- 『醒睡笑 全訳注』宮尾與男訳注（講談社〈講談社学術文庫〉、2014年）